# Teresa Edwards
Teresa Edwards (* 19. Juli 1964 in Cairo, Georgia) ist eine US-amerikanische ehemalige Basketballspielerin. Die 1,80 m große Edwards führte die Nationalmannschaft der Vereinigten Staaten als Aufbauspielerin bei fünf Olympischen Spielen zu vier Goldmedaillen sowie einmal Bronze. Sie war damit bis 2021 die erfolgreichste Spielerin in der Geschichte olympischer Basketballwettbewerbe. Zudem wurde sie mit der Nationalmannschaft zweimal Weltmeisterin.

## Karriere

### College
Teresa Edwards spielte während ihres Studiums von 1982 bis 1986 für Georgia Lady Bulldogs, dem Damen-Basketballteam der University of Georgia.

### Im Verein
Nach ihrem Abschluss an der Universität wechselte Edwards in Ermangelung einer US-amerikanischen Profiliga nach Italien, wo sie 1987 mit Primigi Vicenza italienischer Meister sowie Gewinner des Landesmeisterpokals wurde. Nach einem weiteren Jahr in Italien bei Primax Magenta spielte sie in Japan für die Werksmannschaft von Mitsubishi. 1994 kehrte Edwards nach Europa zurück und unterschrieb bei CB Dorna-Godella Valencia, wo sie das Finale der Euroleague Women erreichte, dieses jedoch verlor. Anschließend spielte sie in Frankreich für Tarbes Gespe Bigorre, bevor sie in die frisch gegründete American Basketball League zu Atlanta Glory wechselte, wo sie zeitweise auch die Rolle der Cheftrainerin übernahm. 1998 ging Edwards zu Philadelphia Rage, wo sie bis zum Ende der Liga nur ein halbes Jahr später aktiv war. Sie lehnte jedoch einen Wechsel in die WNBA ab, da sie als Liga-Neuling nur ein geringes Gehalt erhalten konnte. Stattdessen spielte Edwards 2002 wieder in Frankreich und gewann mit US Valenciennes Olympic die Euroleague Women. 2003 entschied sie sich doch für einen Wechsel in die WNBA, wo sie zwei Jahre lang für die Minnesota Lynx aktiv war. Danach beendete sie ihre aktive Karriere und wurde 2006 Co-Trainerin bei den Lynx.

### In der Nationalmannschaft
Mit der US-amerikanischen Auswahl nahm Edwards an fünf Olympischen Spielen (1984 in Los Angeles, 1988 in Seoul, 1992 in Barcelona, 1996 in Atlanta und 2000 in Sydney) teil und gewann außer 1992 jeweils die Goldmedaille. 1992 belegte das US-Team den dritten Platz. Bei den Spielen in Atlanta wurde ihr die Ehre zuteil, den olympischen Eid zu schwören. Bei den Basketball-Weltmeisterschaften 1986 und 1990 war sie Teil der Weltmeister-Mannschaft. Außerdem holte sie mit dem Team dort 1994 noch eine Bronzemedaille.

## Rekorde und Bestmarken
Edwards war die erste Basketballspielerin, die an fünf Olympischen Spielen teilnahm, und mit vier Goldmedaillen sowie einer Bronzemedaille ist sie nach Sue Bird und Diana Taurasi, die sie 2021 überboten, die erfolgreichste. Sie ist die jüngste Basketballspielerin, die eine olympische Goldmedaille gewann, und war zwischenzeitlich auch die älteste. Als einzige Spielerin in der kurzen Geschichte der American Basketball League konnte sie mindestens 40 Punkte in einem Spiel erzielen (ihr gelang dies insgesamt viermal).